# Boleslaw II. (Schlesien)

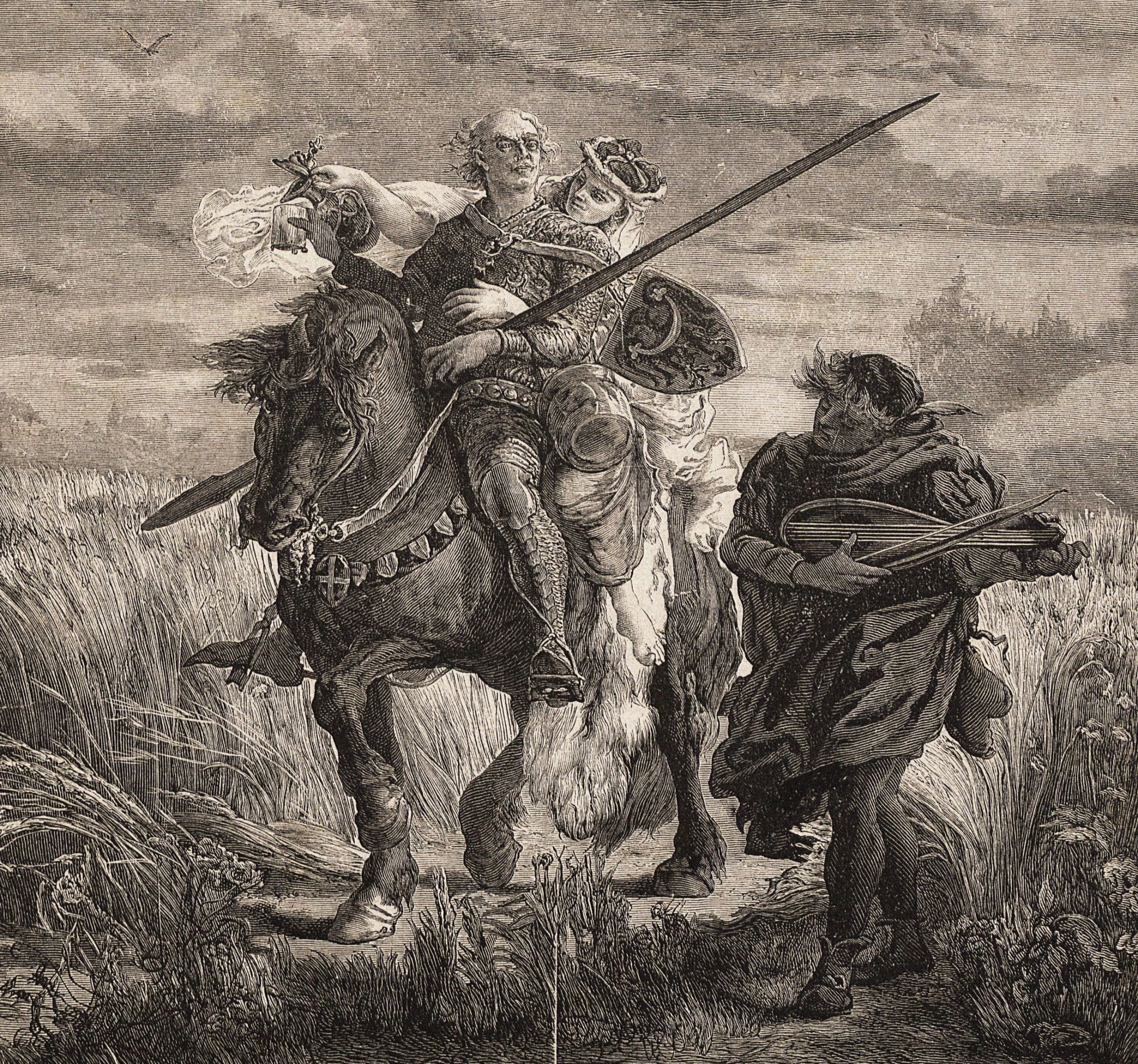
„Boleslaw II der Kahle“, Darstellung von 1879

Boleslaw II. oder Boleslaus der Kahle (auch Boleslaus II., polnisch Bolesław II Rogatka, tschechisch Boleslav II. Lysý Rohatka (Calvus); * um 1217; † 1278) war von 1242 bis 1248 Herzog von Schlesien und ab 1248 bis zu seinem Tod 1278 erster Herzog von Liegnitz.

## Herkunft und Familie
Boleslaw entstammte dem Geschlecht der Schlesischen Piasten. Seine Eltern waren der Seniorherzog von Polen und Herzog von Schlesien Heinrich II. und Anna von Böhmen, Tochter des böhmischen Königs Ottokar I. Přemysl. Seine Geschwister waren u. a.:
- Mieszko († 1242), Herzog von Lebus
- Heinrich III. († 1266), Herzog von Breslau
- Konrad II., erwählter Bischof von Passau (resignierte 1249), Herzog von Schlesien, ab 1251 Herzog von Glogau
- Wladislaw von Schlesien, Kanzler des böhmischen Königs Ottokar II. Přemysl, Erzbischof von Salzburg, Administrator von Breslau
- Elisabeth, verheiratet mit dem großpolnischen Herzog Przemysł I.

1242 vermählte sich Boleslaw mit Hedwig († 1259), Tochter des Grafen Heinrich von Anhalt. Dieser Ehe entstammten die Kinder:
- Heinrich V. († 1296), Herzog von Liegnitz
- Bolko I. († 1301), Herzog von Jauer und Schweidnitz
- Bernhard I. (1253/57–1286), Herzog von Jauer und Löwenberg
- Agnes (1253/57–1265), seit 1259/60 verheiratet mit Ulrich I. von Württemberg (1226–1265)
- Hedwig (* vor 1259; † nach 1280), seit 1265/70 verheiratet mit Konrad II., Herzog von Masowien († 1294)
- Elisabeth, seit 1268 verheiratet mit Ludwig von Hakeborn

Nach Hedwigs Tod vermählte sich Boleslaw um 1261 in zweiter Ehe mit Alenta/Adelheid (Euphemia) (ca. 1254–1296/1309), Tochter des Herzogs Sambor von Pommerellen, und der Mathilde von Mecklenburg. Dieser Ehe entstammte die Tochter
- Katharina († nach 1270), die im Kindesalter verstarb; ihr Leichnam wurde in der Klosterkirche von Trebnitz beigesetzt.

Die Ehe mit Alenta/Adelheid soll unglücklich gewesen, nachdem der Herzog mit Sophia von Dyhrn ein Liebesverhältnis aufgenommen hat. Herzogin Adelheid, die mit dieser Beziehung nicht einverstanden war, verließ ihren Ehemann und kehrte, gänzlich erkrankt, nach Pommerellen zurück. Ihre Ehe mit Boleslaw wurde 1275 annulliert.
Um 1277 heiratete Herzog Boleslaw in morganatischer Ehe seine Mätresse Sophia von Dyhrn (1255/57–1323), die Tochter des Konrad von Dyhrn und der Elisabeth von Haugwitz. Dieser Ehe entstammte nur ein Sohn, Jaroslaw, der jung gestorben ist.

## Leben
Nach dem Tod seines Vaters Heinrich 1241 übernahm Boleslaw die Regentschaft über das Herzogtum Schlesien zugleich für seine minderjährigen Brüder. Bei der Teilung von 1248 erhielt Boleslaw das Herzogtum Liegnitz, sein Bruder Heinrich das Herzogtum Breslau. Nach Streitigkeiten mit seinem Bruder Konrad, der 1249 auf das Passauer Bischofsamt resignierte, erhielt Konrad das Herzogtum Glogau. Weitere Auseinandersetzungen führte Boleslaw mit dem Breslauer Bischof Thomas um die kirchlichen Immunitätsrechte. Dabei geriet er in Gefangenschaft und wurde mit dem Interdikt belegt. 1252 bestimmte er Liegnitz zu seiner Residenzstadt, die er mit deutschem Recht ausstattete. 1274 kam er mit seinem Neffen Heinrich IV. von Breslau in Streit, warf diesen ins Gefängnis und wurde durch den böhmischen König Ottokar II. zu dessen Freilassung gezwungen.